# Klimenty Nagorny
Klimenty Grigórievich Nagorny (en ruso: Климентий Григорьевич Нагорный; 25 de enerojul./ 6 de febrero de 1887greg.-6 de julio de 1918) fue un marinero de la Armada Imperial Rusa que sirvió en los yates imperiales Estrella Polar y Standart; desde 1913, fue sirviente personal del zarévich Alekséi. Después de la Revolución de Febrero y la abdicación de Nicolás II, siguió voluntariamente a la familia imperial al exilio, siendo arrestado y asesinado por los bolcheviques poco antes de la masacre de la familia imperial.

## Biografía
Nació en una familia de campesinos ucranianos del pueblo de Pustovárovka, uyezd de Skvyra, Gobernación de Kiev del Imperio Ruso (actualmente, raión de Bila Tserkva, óblast de Kiev de Ucrania). Estaba alfabetizado (tenía una educación primaria) y era soltero.

### Servicio en la Armada Imperial Rusa
Al llegar a la edad de reclutamiento, en octubre de 1908, Klimenty Nagorny fue aceptado en Skvyra para el servicio militar y enviado a la Flota del Báltico del Imperio Ruso.
Al final de su servicio en el equipo de entrenamiento de Kronstadt, en abril de 1909, Nagorny recibió el grado de marinero. Fue asignado a la tripulación de la Guardia. En mayo de 1910, se le otorgó otro rango: marinero de primera clase.
Realizó viajes en los yates imperiales Estrella Polar y Standart, donde se distinguió por su alto rendimiento, gran fuerza física, disposición alegre y diligencia.

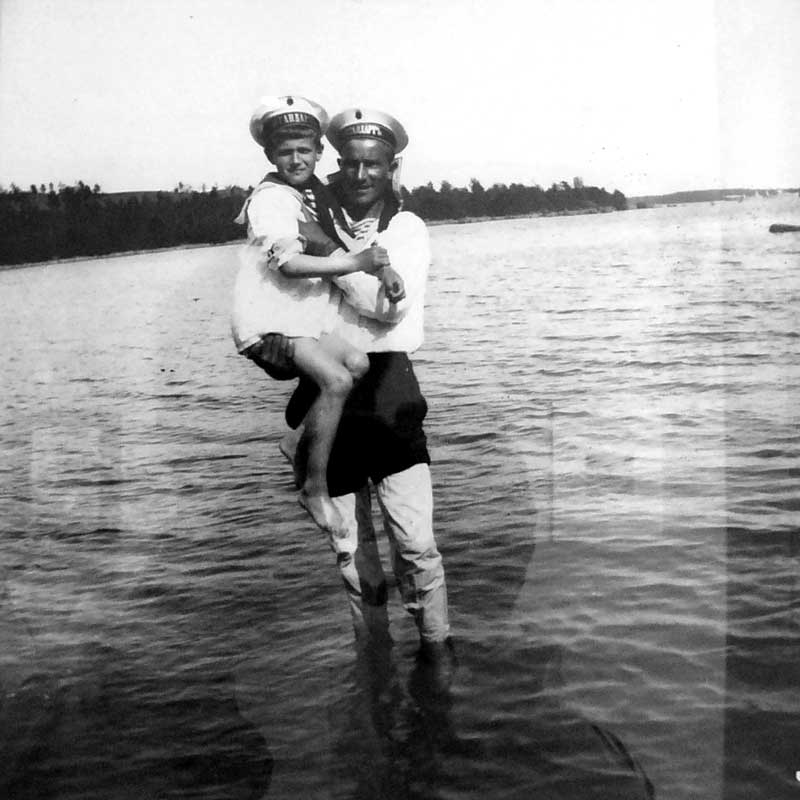
K. G. Nagorny y Alekséi Nikoláyevich en los islotes finlandeses, isla Tuuholmi; verano de 1914.

Desde mayo de 1909, el marinero Nagorny, como parte de la tripulación del Standart, acompañaba a la Familia Imperial en todas sus visitas oficiales y en sus vacaciones. Atendía al heredero, el zarévich Alekséi Nikoláyevich, que se encariñó mucho con él, quien se convirtió en una de sus personas más cercanas.
El 31 de diciembre de 1913 el servicio de Nagorny en la Armada llegaba a su fin, por lo que en julio de 1913 recibió una oferta de la Emperatriz para seguir sirviendo, pero ya como lacayo de la Familia Imperial. Habiendo recibido su consentimiento personal, la Emperatriz dio las órdenes pertinentes, y a partir del 17 de julio de 1913, el marinero de primera clase Nagorny fue contratado para servir como «lacayo personal de las habitaciones de Sus Altezas, los hijos augustos de Sus Majestades Imperiales».
Durante la Primera Guerra Mundial, Klimenty Nagorny continuó ocupando su cargo anterior, y en 1916, como recompensa por un servicio excelente y diligente, recibió una medalla de plata con la inscripción «Por diligencia» en la cinta Stanislav.
El 1 de julio de 1917, el intendente Nagorny fue despedido del servicio en la tripulación de la Guardia.

### Servicio en la corte

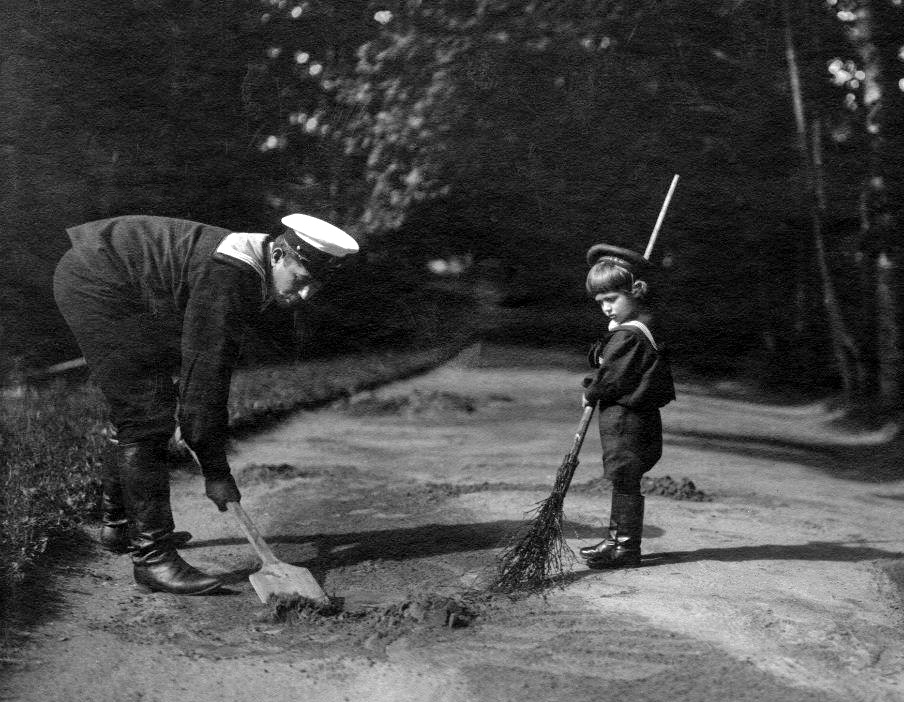
Klimenty Nagorny y el zarévich Alekséi en Tsárskoye Seló.

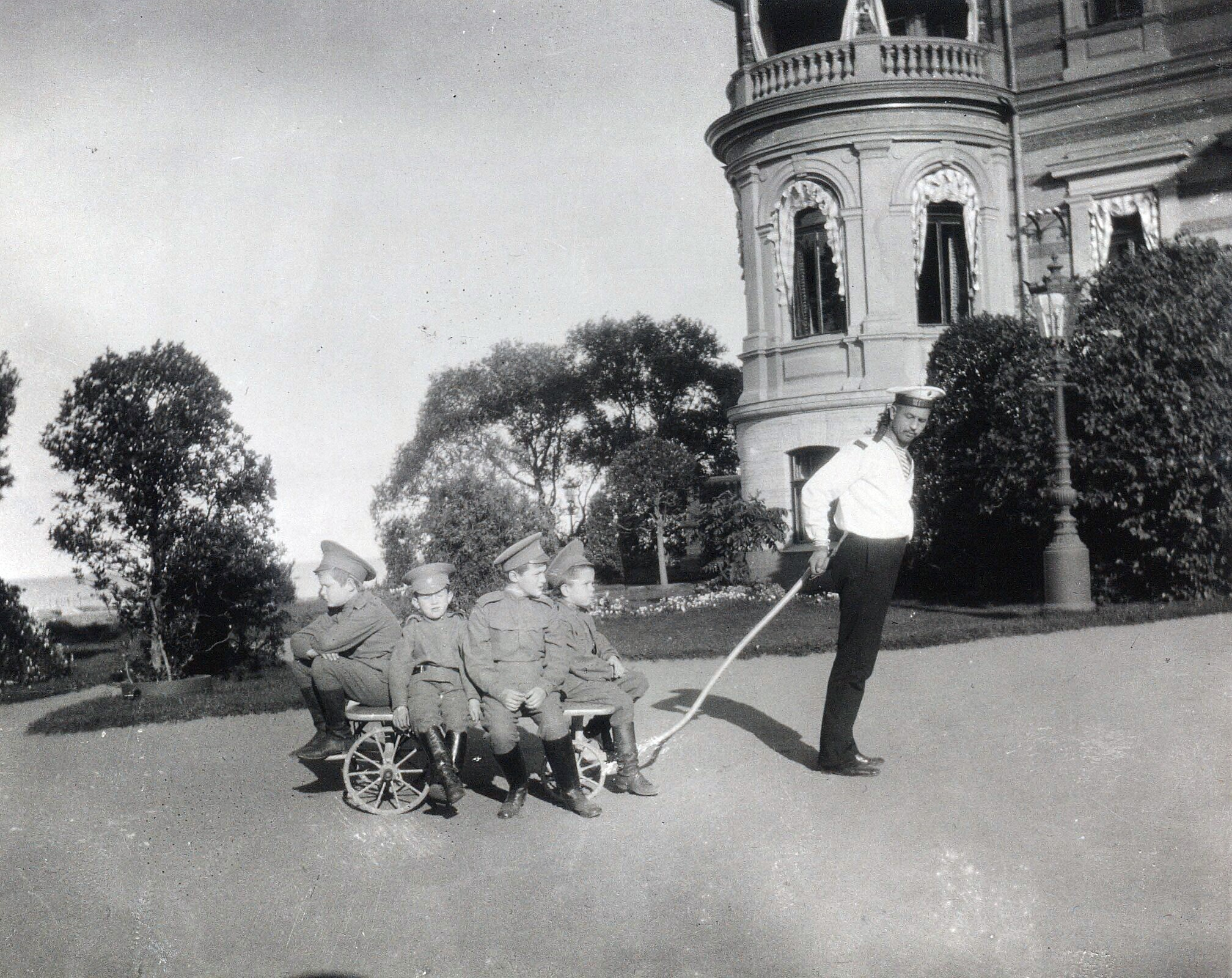
Klimenty Nagorny entretiene al zarévich Alekséi y sus amigos en los jardines del palacio Peterhof, 1914 o 1915.

El nombramiento oficial de Klementy Nagorny para el cargo de lacayo de 2.ª categoría en las habitaciones de los niños augustos tuvo lugar el 28 de septiembre de 1913. Nagorny servía conservando el uniforme de marinero de la Guardia.
El 22 de noviembre de 1913, el lacayo Nagorny fue transferido al puesto de asistente del otro cuidador del zarévich, el contramaestre Derevenko.
Las funciones de ambos incluían acompañar al zarévich en las salidas y vigilar, lo que era vital en un momento en que los revolucionarios estaban ansiosos de atentar contra representantes de la dinastía reinante, llevar al heredero en brazos durante los episodios de su enfermedad, y entretenerlo. Así describió la aparición de Nagorny en el ambiente imperial, el doctor Eugene Botkin en una carta al jefe de la Cancillería de Alejandra Fiódorovna, el conde Rostóvtsev: «Sobre el nombramiento del marinero Nagorny, que acaba de ser aceptado al servicio de la Corte Suprema, como asistente del contramaestre Derevenko. Por lo que me dijo Su Majestad, entendí que, de hecho, el contramaestre Derevenko seguirá siendo llamado “tío” de Su Alteza el Heredero Zarévich. Pero legalmente, debe tomar el lugar de un ayuda de cámara, y su asistente, Nagorny, uno de ayuda de guardarropa.».
Durante la Primera Guerra Mundial, el zar y el zarévich viajaron a menudo al Cuartel General de la Comandancia Suprema, donde se encontraba el agregado militar británico en Petrogrado, el general Sir Jon Henbury-Williams quien, en su libro sobre Nicolás II, escribió:

El «tío» del zarévich, el fornido marinero Nagorny, a quien el niño adoraba, siempre estaba allí: un sirviente enorme, alegre y adoraba a su pequeño señor. Este hombre es familiar para muchos por las fotografías que lo captaron con el zarévich. Se informó que Nagorny fue asesinado junto con otros en julio de 1918. No cabe duda de que se mantuvo fiel a su deber hasta el final.
The Emperor Nicholas II, as I knew him (en inglés: El emperador Nicolás II, tal como yo lo conocí)
de Jon Henbury-Williams, K.C.B.

Mientras Derevenko abandonó Tsárskoye Seló después de la Revolución de Febrero, Nagorny se mantuvo en su puesto.

### En el exilio, arresto y muerte
Cuando la familia imperial fue deportada a Tobolsk en agosto de 1917, todos los sirvientes imperiales tuvieron la oportunidad de dejar el servicio, pero Nagorny fue de los que optó por quedarse con la familia del monarca abdicado y se exilió voluntariamente con ellos.
En abril de 1918, un destacamento armado bolchevique llegó a Tobolsk, bajo el mando de un marinero de la Flota del Báltico, P. D. Jojriakov. Al enterarse de que había marineros bálticos entre los sirvientes de la familia real, Jojriakov amenazó con ajustar cuentas con los «traidores de la revolución», «deshonrando a la flota revolucionaria», si no dejaban su servicio con la familia imperial.: 450 
Cuando debido a un agravamiento de la enfermedad del zarévich, la familia fue enviada en dos grupos a Ekaterimburgo, Nagorny se quedó en el segundo con el zarévich y sus hermanas Olga, Tatiana y Anastasia, llegando el 10 de mayojul./ 23 de mayo de 1918greg.. Como los demás sirvientes, firmó un recibo a su llegada a la casa Ipátiev. El de Nagorny se conserva:
«Yo, el abajo firmante, ciudadano Nagorny Klimenty Grigóriev, de la provincia de Kiev, distrito de Svir, Antónovskaya vólost, el pueblo de Pustovárovka, doy este recibo que, deseando continuar sirviendo bajo el ex zar Nicolás Románov, prometo obedecer y cumplir las órdenes del Consejo Regional de los Urales que emanan del comandante de la casa del propósito especial, y se considera en pie de igualdad con el resto de la familia Románov. K. Nagorny. 24 de mayo.»
El historiador V. M. Jrustalev, autor de Los Románov. Los últimos días de la Gran Dinastía (en ruso: Романовы. Последние дни Великой династии), escribió que al firmar este recibo, los sirvientes del zar estaban firmando su propia sentencia de muerte.: 443 
Según testigos presenciales, Nagorny no pudo soportar en silencio la intimidación de los carceleros sobre el zarévich Alekséi. Aún en el camino de Tobolsk a Ekaterimburgo a bordo del barco Rus Nagorny protegió al zarévich de la arbitrariedad del comisario Rodiónov, encerrándose con el heredero en el camarote por dentro con llave, lo que provocó la ira y las amenazas de los bolcheviques. Aleksandra Tégleva, la niñera de los niños reales, recordó: «Nagorny se comportó con audacia y predijo su destino futuro por sí mismo. Cuando llegamos a Ekaterimburgo, me dijo: Probablemente me maten. ¡Mirad qué caras tienen! (…) Bueno, que nos maten, pero aun así mataré al menos a uno o dos de ellos, ¡les pincharé la cara yo mismo!»
En la casa, Nagorny y el sirviente personal de las grandes duquesas, el lacayo Iván Sedniov, no dudaron en alzar la voz en defensa de los prisioneros oprimidos por los guardias, y empezaron a lavar de las paredes los poemas y dibujos de contenido ofensivo y obsceno para la familia imperial, que fueron dejados por los guardias del Ejército Rojo. Pero lo que finalmente decidió su destino fue que se permitieron comentar abiertamente el hecho de que los guardias estaban robando cosas pertenecientes a la familia imperial. Pierre Gilliard recordó más tarde: «...estos dos queridos muchachos no pudieron ocultar su indignación cuando vieron cómo los bolcheviques se llevaban la cadena de oro de la que colgaban iconos junto al lecho del enfermo Alekséi Nicoláievich».
El 15 de mayojul./ 28 de mayo de 1918greg., los marineros Nagorny y Sedniov fueron sacados de la casa Ipátiev y llevados a la prisión de Ekaterimburgo. Fueron despojados de sus pertenencias y dinero y recluidos en la celda general del penal, donde se encontraban los detenidos por la Comisión Extraordinaria de Investigación. Su compañero de celda fue el príncipe Lvov, quien posteriormente testificó en la investigación sobre el asesinato de la familia imperial contando lo que le dijeron ambos marineros sobre las condiciones de la familia en la casa Ipátiev. Según algunos informes, a principios de junio, según otros, a principios de julio de 1918, ellos, junto con otros presos, fueron sacados de la prisión, llevados fuera de la ciudad al bosque y secretamente, por la espalda, asesinados «por traicionar la causa de la revolución», como se indica en la decisión sobre su ejecución. El historiador Jrustalev escribió que el comisario Jojriakov cumplió así su amenaza.: 451  Al ir al lugar de la ejecución, Nagorny se comportó con valentía y alentó a los otros. Los asesinos dejaron sus cadáveres insepultos en el lugar donde cayeron. La Narodnaya Gazeta soviética de la ciudad de Shádrinsk publicó el siguiente aviso al respecto el 31 de julio de 1918: «Ekaterimburgo, 7 de julio. Por sugerencia del Consejo Regional de la Comisión Extraordinaria Regional de los Urales para Combatir la Contrarrevolución, fueron fusilados los siguientes rehenes: … Sedniov, … Nagorny, …».
Cuando semanas más tarde Ekaterimburgo fue ocupada por los blancos, los cadáveres de Klimenty Nagorny e Iván Sedniov, medio descompuestos y picoteados por los pájaros, fueron encontrados y enterrados solemnemente en el camposanto de la Iglesia de Todos los Afligidos (demolida en época soviética). Testigos oculares del funeral recordaron que las tumbas de los ex marineros de la Guardia estaban cubiertas de muchas flores blancas. Las lápidas fueron destruidas cuando, bajo el dominio soviético, se creó un parque en el sitio del cementerio.

## Premios
Imperio ruso:
- Medalla con la inscripción «Por diligencia»:
  - coraza de plata en la cinta de Stanislav (23/08/1916)
- medallas conmemorativas de pecho de bronce ligero:
  - "En memoria de los 100 años de la Guerra Patria" (26/08/1912)
  - "En memoria del 300 aniversario de la dinastía Románov" (21.02.1913)
  - "En memoria del 200 aniversario de la victoria de Gangut" (27/06/1914)
- insignia conmemorativa:
  - Cartel de Kulm "En memoria del 200 aniversario de la tripulación de la Guardia" (08/05/1910)

Extranjero: medallas:
- Coraza de plata alemana «Por Mérito Militar» (27/02/1910)
- Coraza de plata grande de Bujará (07.12.1911)
- Coraza de plata de arpillera (12/05/1912)

## Canonización y rehabilitación
Fue canonizado junto con los demás sirvientes leales de la familia imperial asesinados por las autoridades soviéticas, el 14 de noviembre de 1981 por la Iglesia ortodoxa rusa fuera de Rusia.
El 16 de octubre de 2009, la Fiscalía General de la Federación de Rusia decidió rehabilitar a 52 allegados de la familia imperial que fueron reprimidos, entre ellos Klimenty Nagorny.
El 13 de junio de 2022, se inauguró y consagró un monumento conmemorativo con sus figuras en bajorrelieve a cuatro fieles servidores asesinados de la familia imperial, el príncipe Vasili Dolgorúkov, el teniente general Ilyá Tatíschev, el marinero Klimenty Grigórievich Nagorny y el contramaestre Iván Dimítrievich Sedniov en los terrenos del convento Novo-Tijvin de Ekaterimburgo.

## En la cultura
El poeta S. S. Bejtéiev dedicó a Klimenty Nagorny el poema En el tiempo de la furia sangrienta....